# Les Carabiniers
Les Carabiniers è un film del 1963 diretto da Jean-Luc Godard, il quinto lungometraggio del regista franco-svizzero. La parola francese carabiniers è traducibile in italiano con carabinieri, non nel significato di appartenenti all'Arma dei Carabinieri ma come sinonimo di “fucilieri” (“dotati di carabina”). 
Racconta la storia di due poveri uomini chiamati a combattere in guerra e che vengono ingannati promettendo loro tutte le ricchezze del mondo. La rappresentazione idealistica che avevano della guerra, andrà in frantumi, perché ritorneranno poveri come prima, e da carnefici diventeranno vittime. Accolto gelidamente alla sua uscita, è diventato nel tempo un film cult che ha influito profondamente sugli autori delle generazioni successive.
()

## Trama
In una misera casa isolata in campagna vive Michel-Ange con il fratello Ulysse, la compagna di quest'ultimo Vénus e la madre di lei, Cléopâtre. Un giorno arrivano con un automezzo militare dei soldati reclutatori con un decreto di arruolamento: il Re fa appello per la guerra. Dapprima riluttanti, Ulysse e Michel-Ange si lasciano convincere dalla promessa di saccheggio, con possibilità di tenere il bottino per sé. Non solo: a sentire i soldati si può compiere impunemente ogni sorta di sopruso, come rompere le braccia ai bambini, bruciare la gente in chiesa, mangiare senza pagare il conto, eccetera.
Arruolati, i due fratelli partono per la guerra; le didascalie che si alternano a scene con fanteria, aeroplani e un carro corazzato, indicano che partecipano a campagne in Italia, Slesia, Egitto, Stati Uniti, Russia, Messico. Oltre a operazioni militari, sono anche impegnati contro la resistenza, con rastrellamenti e fucilazioni di civili.
Una pattuglia di fucilieri della quale fanno parte i due fratelli sventa un attacco di partigiani e cattura una giovanissima rivoluzionaria bionda. Messa al muro davanti ai soldati con l'arma puntata, la ragazza cita Lenin e recita una poesia di Majakovskij. Dopo l'esecuzione è necessario infliggerle diversi colpi di grazia successivi perché smetta di muoversi.
Un giorno Ulysse vorrebbe prelevare una Maserati presso un concessionario senza pagare, ma la lettera del Re naturalmente non glielo consente; i due allora si danno al saccheggio, fermano un'auto per strada e rapinano il conducente portandogli via anche la moglie.
I fratelli inviano periodicamente cartoline a casa, finché dopo due anni di guerra ritornano con una valigia piena del bottino conquistato. In una lunga scena, estraggono e mostrano a Vénus e Cléopâtre una serie di cartoline illustrate che documentano le loro conquiste personali: monumenti da tutto il mondo (le Piramidi egizie, la torre di Pisa etc.), edifici, automobili di lusso (Rolls-Royce), donne bellissime (Brigitte Bardot), animali, bellezze naturali e altro, il cui possesso è differito fino alla vittoria del Re.
Il cielo si riempie di fuochi d'artificio; convinti che la guerra sia finalmente terminata, i due si recano in città per riscuotere. In realtà è scoppiata la rivoluzione, partigiani repubblicani combattono nelle strade contro l'esercito del Re in rotta. Rintracciati i commilitoni, Ulysse e Michel-Ange vengono a sapere che la guerra è perduta, il Re ha firmato la pace con la condizione dell'esecuzione di tutti i traditori. I due fratelli vengono fucilati seduta stante dagli ex compagni d'armi.

## Produzione
Le riprese vengono effettuate in pochi giorni, dal 10 dicembre 1962 al 5 gennaio 1963 nei dintorni di Parigi: nella valle della Marna e in prossimità dell'aeroporto di Orly. Le scene di battaglia sono tutte riprodotte con materiale di repertorio (seguendo il precedente del quasi contemporaneo Jules e Jim di François Truffaut): aerei, navi, bombardamenti e crolli di edifici.
L'edizione doppiata in italiano del film è stata distribuita su RaiPlay a partire da febbraio 2024. 

## Critica
Les Carabiniers rappresenta una riflessione di grande respiro sulla violenza della civiltà occidentale.
Malgrado il film sia scritto, sceneggiato e prodotto da italiani, in Italia non fu mai distribuito. Il soggetto è tratto da un testo teatrale originale dell'antifascista Beniamino Joppolo, I soldati conquistatori, scritto nel 1945; Jean Gruault con Roberto Rosseillini avevano riassunto a Godard la trama del lavoro teatrale di Beniamino Joppolo. Gruault aveva peraltro già lavorato con Rossellini alla sceneggiatura di  Vanina Vanini, film girato appunto da Rossellini nel 1961.
Il progetto prende forma a metà maggio 1962, durante una delle sedute di discussione animate da Rossellini all'Hotel Raphaël di Parigi, alle quali Godard partecipava talvolta. L'idea sarebbe quella di portare avanti una doppia regia del testo di Joppolo, ribattezzato I carabinieri in occasione della pubblicazione su Filmcritica nel 1959: Godard per il grande schermo, Rossellini per la messa in scena al Festival dei Due Mondi di Spoleto. Godard incontrò più volte nell'autunno di quell'anno Beniamino Joppolo, che viveva a Parigi (vi sarebbe morto l'anno seguente), ma non lesse mai il testo teatrale italiano originale. La messinscena di Rossellini sarà subissata di critiche a Spoleto, e addirittura ritirata dalla programmazione per le veementi proteste dell'arma dei Carabinieri.

All'uscita nelle sale, il film (vietato ai minori di anni 13) fu accolto gelidamente.

(Charles Bitsch)
La critica reagì con durezza, perfino con disprezzo. Il film fu accusato di imprecisioni, falsi raccordi, fotografia dilettantistica, scarso realismo nelle scene di guerra, con conseguente mancanza di rispetto nel confronti dei combattenti e delle vittime, tanto da far scrivere alla critica su Le Figaro “Si degnerà un giorno di prendere sul serio il proprio mestiere?”; Godard rispose citando Brecht: “Il realismo non consiste in come sono le cose vere, ma in come sono veramente le cose”, e in un intervento sui Cahiers du cinéma precisò:
(Jean-Luc Godard)
L'autodifesa del regista verte soprattutto sull'esperienza dei tecnici, sul realismo dell'immagine e sul materiale usato, contro le accuse di dilettantismo e imperizia:
(Jean-Luc Godard)
A distanza di anni, risulta chiaro che questo film “sporco e rozzo come il suo argomento, a metà strada tra Brecht e il Jarry di Ubu roi”, mette a nudo l'essenza del fenomeno bellico, che conduce a una regressione verso un “grado zero” di umanità. Godard rende l'abbrutimento causato dalla guerra con una stupefacente economia di mezzi; il suo squallore viene reso con la crudità delle immagini, un 16mm che sembra già duplicato diverse volte da una copia all'altra, quasi una pellicola amatoriale anche se è dovuto a una grande perizia tecnica, con l'intento di eliminare la gamma dei grigi. L'effetto richiama in certe scene il neorealismo di Paisà di Rossellini e in altre, nella fattispecie le fucilazioni di partigiani, i film sovietici degli anni Trenta.
A differenza delle “crudeltà fotogeniche” dei film ai quali il pubblico è abituato, Les Carabiniers mostra la guerra com'è in realtà:
(Pierre Marcabru)

## Retroscena
- L'attore Patrice Moullet che interpreta (con lo pseudonimo di Albert Juross) Michel-Ange e l'attrice Catherine Ribeiro che interpreta Cleopatra vantano una lunga collaborazione musicale a partire dal 1968. Moullet, fondatore del gruppo rock francese Alpes, è l'autore delle musiche e degli arrangiamenti di 11 album cantanti da Ribeiro, a sua volta autrice delle liriche.
- L'attrice che interpreta Venere, Geneviève Galéa (vero nome Geneviève Guillery), indossatrice e fotomodella di origine italo-greca, è la madre dell'attrice Emmanuelle Béart.
- Catherine Ribeiro incontra François Truffaut al corso d'arte drammatica che frequenta a Parigi; è lui a presentarla a Godard, e da una lettera che gli spedirà nel giugno 1973 si desume che la futura cantante è diventata durante le riprese amante di Godard,[11] che al tempo era sposato con Anna Karina.
- Uno degli assistenti di scena passerà diverse ore interrogato dalla polizia che ha fermato la sua jeep; a bordo ci sono le armi necessarie alle riprese, che Godard pretende rigorosamente autentiche: cinque mitra Sten e due Beretta, un mitra Dectiroff e tre Thomson, dieci fucili Mauser (di cui due con baionetta), due pistole Luger e qualche bomba a mano tedesca.[2]